# Porsche Tennis Grand Prix 2015
Porsche Tennis Grand Prix 2015 — жіночий тенісний турнір, що проходив на закритих ґрунтових кортах. Це був 38-й за ліком Porsche Tennis Grand Prix. Належав до категорії Premier у рамках Туру WTA 2015. Відбувся на Porsche Arena у Штутгарті (Німеччина). Тривав з 20 до 26 квітня 2015 року. Несіяна Анджелік Кербер здобула титул в одиночному розряді.

## Призові очки і гроші

### Розподіл очок
| Дисципліна       | П   | Ф   | ПФ  | ЧФ  | 1/8 | 1/16 | Q   | Q3  | Q2  | Q1  |
| Одиночний розряд | 470 | 305 | 185 | 100 | 55  | 1    | 25  | 18  | 13  | 1   |
| Парний розряд    | 470 | 305 | 185 | 100 | 1   | Н/Д  | Н/Д | Н/Д | Н/Д | Н/Д |

### Розподіл призових грошей
| Дисципліна       | П        | Ф       | ПФ      | ЧФ      | 1/8     | 1/16   | Q3     | Q2     | Q1   |
| Одиночний розряд | $124,000 | $66,000 | $35,455 | $19,050 | $10,220 | $5,580 | $2,920 | $1,555 | $860 |
| Парний розряд *  | $39,000  | $20,650 | $11,360 | $5,875  | $3,140  | Н/Д    | Н/Д    | Н/Д    | Н/Д  |

* на пару

## Учасниці основної сітки в одиночному розряді

### Сіяні
| Країна  | Гравчиня             | Рейтинг1 | Сіяна |
| ------- | -------------------- | -------- | ----- |
| Росія   | Марія Шарапова       | 2        | 1     |
| Румунія | Сімона Халеп         | 3        | 2     |
| Чехія   | Петра Квітова        | 4        | 3     |
| Данія   | Каролін Возняцкі     | 5        | 4     |
| Сербія  | Ана Іванович         | 6        | 5     |
| Росія   | Катерина Макарова    | 8        | 6     |
| Польща  | Агнешка Радванська   | 9        | 7     |
| Іспанія | Карла Суарес Наварро | 10       | 8     |

- 1 Рейтинг подано станом на 13 квітня 2015.

### Інші учасниці
Нижче наведено учасниць, що отримали вайлдкард на участь в основній сітці:
- Юлія Гергес
- Каріна Віттгефт

Нижче наведено гравчинь, які пробились в основну сітку через стадію кваліфікації:
- Катерина Бондаренко
- Петра Мартич
- Бетані Маттек-Сендс
- Євгенія Родіна

Такі тенісистки потрапили в основну сітку як Щасливі лузери:
- Альберта Бріанті
- Алекса Ґлетч
- Марина Мельникова

### Знялись з турніру
До початку турніру
- Ежені Бушар →її замінила  Медісон Бренгл
- Єлена Янкович (травма правої ступні) →її замінила  Алекса Ґлетч
- Світлана Кузнецова (лівий аддуктор) →її замінила  Альберта Бріанті
- Пен Шуай →її замінила  Заріна Діяс
- Андреа Петкович (травма лівого стегна) →її замінила  Марина Мельникова

## Учасниці основної сітки в парному розряді

### Сіяні
| Країна    | Гравчиня            | Країна   | Гравчиня           | Рейтинг1 | Сіяна |
| --------- | ------------------- | -------- | ------------------ | -------- | ----- |
| Швейцарія | Мартіна Хінгіс      | Індія    | Саня Мірза         | 5        | 1     |
| Франція   | Каролін Гарсія      | Словенія | Катарина Среботнік | 43       | 2     |
| США       | Бетані Маттек-Сендс | Чехія    | Луціє Шафарова     | 49       | 3     |
| Польща    | Клаудія Янс-Ігначик | Словенія | Андрея Клепач      | 72       | 4     |

- Рейтинг подано станом на 13 квітня 2015.

### Інші учасниці
Пари, що отримали вайлдкард на участь в основній сітці:
- Белінда Бенчич /  Сімона Халеп
- Антонія Лоттнер /  Каріна Віттгефт

## Переможниці

### Одиночний розряд
- Анджелік Кербер —  Каролін Возняцкі, 3–6, 6–1, 7–5

### Парний розряд
- Бетані Маттек-Сендс /  Луціє Шафарова —  Каролін Гарсія /  Катарина Среботнік, 6–4, 6–3